# Pediobius planiceps
Pediobius planiceps är en stekelart som beskrevs av Mao-Ling Sheng och Kamijo 1992. Pediobius planiceps ingår i släktet Pediobius och familjen finglanssteklar. Inga underarter finns listade i Catalogue of Life.